# Forteresse médiévale d'Ozark
La forteresse médiévale d'Ozark (Ozark Medieval Fortress) est un chantier de construction néo-médiéval d'un château fort, débuté en 2009, selon les techniques et les matériaux utilisés au Moyen Âge. Le projet est à l'arrêt depuis 2012.

## Histoire
Ce projet architectural situé à Lead Hill, dans l'Arkansas, visait notamment à améliorer par l'expérience restitutive nos connaissances en matière de chantiers de construction d'un château : la méthode de construction choisie est celle des châteaux construits au XIIIe siècle en Europe, en cohérence avec le type de l'architecture dite philippienne par référence aux réalisations architecturales du roi de France Philippe-Auguste et à leur influence à l'échelle de la France et d'autres pays d'Europe. Le projet est parti d'un site vierge « anhistorique », rocheux et boisé, avec l'intention de n'utiliser que les techniques pratiquées à l'époque médiévale en Europe, et les matériaux extraits sur place.
Le chantier, lancé en 2009, partait sur une hypothèse d'achèvement placée environ 20 à 25 ans plus tard.
La logique du projet — appuyée sur la notion d'archéologie expérimentale appliquée à la construction, à des fins didactiques — s'inspirait directement de celle du château de Guédelon en France, qui constitue la première tentative de construire un château médiéval archéologiquement crédible en utilisant des techniques de construction et une économie de chantier se rapprochant au plus près des conditions réelles d'un chantier médiéval. Michel Guyot, créateur de projet de Guédelon, a été sollicité par deux français vivant dans l'Arkansas, Solange et Jean-Marc Mirat, qui lui ont offert une partie de leurs terrains pour la mise en œuvre d'un projet similaire. Michel Guyot a monté le projet grâce à l'appui financier de plusieurs partenaires-actionnaires, français pour la plupart, et le chantier a pu commencer, par l'essartage du site, en juin 2009. Michel Guyot a recruté les premiers maçons qu'il a dirigés brièvement dans un premier temps, avant de les placer sous la direction d'un maître-maçon tailleur de pierre qualifié en construction traditionnelle, Franck Falgairette, venu de San Francisco, mais connaissant bien la France et son patrimoine médiéval.
Le plan polygonal du château d'Ozark et ses dispositions en élévation (cinq tours cylindriques dont deux encadrant la porte, échauguette attenante à une poterne, tour maîtresse ou donjon également cylindrique, sur l'enceinte, logis à étage adossé au mur d'enceinte) ont été conçus et dessinés à l'échelle, de façon opérationnelle, par le castellologue et historien de l'architecture français Christian Corvisier, sur la base du relevé topographique du site après essartage. Ce parti architectural, différent de celui de Guédelon (que Ch.Corvisier a également contribué à définir), plus adapté au site en pente d'Ozark, constitue aussi une synthèse des réalisations de l'architecture castrale royale et seigneuriale française du XIIIe siècle, dans un parti de mise en œuvre très sobre et sans luxe, dicté par les réalités de l'économie du chantier lancé en 2009. À terme, le projet comportait l'adjonction, après achèvement, d'un pont-levis à flèches (fléaux), qui aurait exprimé pédagogiquement une phase de remaniement courante en architecture militaire (châteaux, enceintes de ville) à partir du dernier tiers du XIVe siècle.
Une équipe scientifique et technique de maîtrise d'œuvre a été mise en place, composée, outre l'auteur du projet Christian Corvisier et l'initiateur Michel Guyot, de l'historien américain de l'art médiéval français Andrew Tallon, de deux architectes locaux (dont Steve Hurd), et d'un ingénieur structure (Jacques Piérini), pour assurer la compatibilité du projet idéal et de ses caractéristiques architecturales avec les contraintes économique, techniques et légales.
Le 1er mai 2010, le chantier de la forteresse médiévale d'Ozark, déjà assez avancé (tours et courtines presque toutes montées sur une hauteur variant de 0,50m à 2m) fut inauguré officiellement et ouvert au public. Les visiteurs ont eu, dès lors, la possibilité d'observer la construction en cours et de dialoguer avec les ouvriers reprenant les gestes, les outils, les techniques et les tenues pratiqués au Moyen Âge.
Les difficultés d'auto-financement de ce chantier, hors normes bien davantage aux États-Unis qu'en France, ne pouvant bénéficier de subventions publiques ou d'emplois aidés, et ne recevant pas un nombre suffisant de visiteurs, contraignirent en 2011 à réduire le coût, donc le rythme de mise en œuvre et le temps d'activité des ouvriers. Parallèlement, pour donner un supplément d'attractivité touristique au chantier, des copies d'engins de siège médiévaux furent construites et exposées sur le site.
En janvier 2012, la situation économique ne s'étant pas redressée, le projet a été suspendu indéfiniment, à la recherche d'un acheteur ou d'un investisseur.